# Edmundo Ros
Edmundo William Ros OBE (født 7. december 1910 i Port of Spain i Trinidad i Britisk Vestindien, død 21. oktober 2011 i Alicante i Spanien) var en trinidadiansk musiker, sanger og orkesterleder, som gjorde karriere i Storbritannien. Han ledede et yderst populært latinamerikansk orkester, havde en omfattende diskografi, og ejede en af Londons førende natklubber.

## Liv
Ros' mødrene ophav var en sort venezuelaner, og hans fædrene var af skotsk oprindelse. Han var den ældste af fire børn; to søstre, Ruby og Eleanor, efterfulgt af halvbroderen Hugo  Hans forældre skiltes efter Hugo blev født, og efter lidt forskellige "falske trin" blev Ros indskrevet på et militærakademi. Der blev han interesseret i musik og lærte at spille på euphonium. Fra 1927 til 1937 boede hans familie i Caracas i Venezuela, hvor han spillede i det venezuelanske militærakademis orkester. Senere modtog han et musik-stipendium fra regeringen, hvorunder han fra 1937 til 1942 studerede harmonilære, komposition og orkestrering på Royal Academy of Music i London. Samtidig var han sanger og percussionist i Don Marino Baretto Band på Embassy Club, og han indspillede også flere albums som sidemand til Fats Waller, som var på besøg i London i 1938.
I en alder af 90, under New Year's Honours List i 2000, blev Ros udnævnt til Order of the British Empire. Han fyldte 100 år i december 2010.
Ros var Freeman af City of London, hvor han var blevet optaget i Freedom of the Worshipful Company of Poulters den 5. januar 1965 og blev efterfølgende iklædt med Livery of the Poulters' Company den 22. juni 1965. Han var frimurer, og medlem af Sprig of Acacia Lodge No 41 i Javea i Spanien.
Ros var gift to gange: Britt Johansen i 1950, Susan i 1971. Det første ægteskab producerede to børn, Douglas og Louisa.